# Ołeksandr Belikow
Ołeksandr Ołeksandrowycz Belikow (ukr. Олександр Олександрович Беліков; ur. 31 maja 1992 w Berdiańsku) – ukraiński koszykarz, występujący na pozycji niskiego skrzydłowego, reprezentant kraju.

## Osiągnięcia
Stan na 30 kwietnia 2022, na podstawie, o ile nie zaznaczono inaczej.

### Drużynowe
- Mistrz Ukrainy (2015, 2016, 2021)
- Wicemistrz Ukrainy (2017)
- Zdobywca Pucharu Ukrainy (2016)
- Finalista Pucharu Ukrainy (2019)
- Uczestnik rozgrywek międzynarodowych:
  - Ligi Mistrzów FIBA (2016/2017)
  - FIBA Europe Cup (2015/2016)
  - EuroChallenge (2011–2013)

### Reprezentacja
Seniorska
- Uczestnik kwalifikacji:
  - do mistrzostw Europy (2020)
  - europejskich do mistrzostw świata (2020)

Młodzieżowe
- Uczestnik mistrzostw Europy:
  - U–20 (2012 – 12. miejsce)
  - U–18 (2010 – 14. miejsce)